# Oskar Fried
Pour les articles homonymes, voir Fried.
Oskar Fried est un chef d'orchestre et compositeur allemand, né à Berlin le 10 août 1871 et mort à Moscou le 5 juillet 1941.

## Biographie
Fried, né à Berlin est le fils d'un commerçant juif. Il occupe les emplois de clown, de garçon d'écurie et de dresseur de chiens avant d'étudier la composition avec Iwan Knorr et Engelbert Humperdinck à Francfort en 1891-92. Il étudie plus tard à Düsseldorf la peinture et l'histoire de l'art. Après un passage à Paris, il retourne à Berlin en 1898 pour étudier le contrepoint avec Xaver Scharwenka.
En 1901, il compose une œuvre pour mezzo-soprano, ténor et orchestre inspirée de la Nuit transfigurée de Richard Dehmel.
En 1903, la représentation de son œuvre Das trunkene Lied pour chœur et orchestre est favorablement accueillie par le public, et lui vaut d'être nommé en 1904 à la tête du Berlin choral society.
Il est le premier chef à avoir enregistré une symphonie de Mahler en 1924. Premier chef étranger invité à diriger en Russie après la révolution d'Octobre, Fried quitte son pays après l'arrivée d'Hitler au pouvoir et devient citoyen soviétique en 1940.

## Œuvres
Prélude et fugue Op.10
- Création le 22 juillet 2011 par Vadim Repin, Violon, Ensemble Orchestral de Paris, Direction Joseph Swensen, Festival de Radio France et Montpellier Languedoc-Roussillon